# Trichodesma gibbosa
Trichodesma gibbosa är en skalbaggsart som först beskrevs av Thomas Say 1825.  Trichodesma gibbosa ingår i släktet Trichodesma och familjen trägnagare. Inga underarter finns listade i Catalogue of Life.